# 上官庭芝
上官庭芝（7世纪？—665年1月4日），陕州陕县人（今河南三门峡），他是唐高宗时代宰相上官仪之子，周王（李显）府属官。
麟德元年，武后和许敬宗构陷宦官王伏胜与梁王李忠、上官仪通谋谋反，上官仪和上官庭芝下狱而死。上官庭芝无子，和郑氏之女上官婉儿，在唐中宗时为昭容，常常侍奉皇帝草拟制诰，因此追赠上官仪为中书令、秦州都督、楚国公；上官庭芝为黄门侍郎、岐州刺史、天水郡公，令以礼改葬。